# Corrhenes nigrothorax
Corrhenes nigrothorax är en skalbaggsart som beskrevs av Mckeown 1942. Corrhenes nigrothorax ingår i släktet Corrhenes och familjen långhorningar. Inga underarter finns listade i Catalogue of Life.